# Rouko
Rouko è un dipartimento del Burkina Faso classificato come comune, situato nella Provincia di Bam, facente parte della Regione del Centro-Nord.
Il dipartimento si compone del capoluogo e di altri 7 villaggi: Kounkoubguin, Pittenga, Raka, Rilgo, Rouko-Foulbé, Silmidougou e Yamané.